# Comitatul Fermanagh
Fermanagh (irlandeză Contae Fhear Manach) este unul dintre cele șase comitate ale Irlandei ce formează Irlanda de Nord.